# Dům kultury Liberec

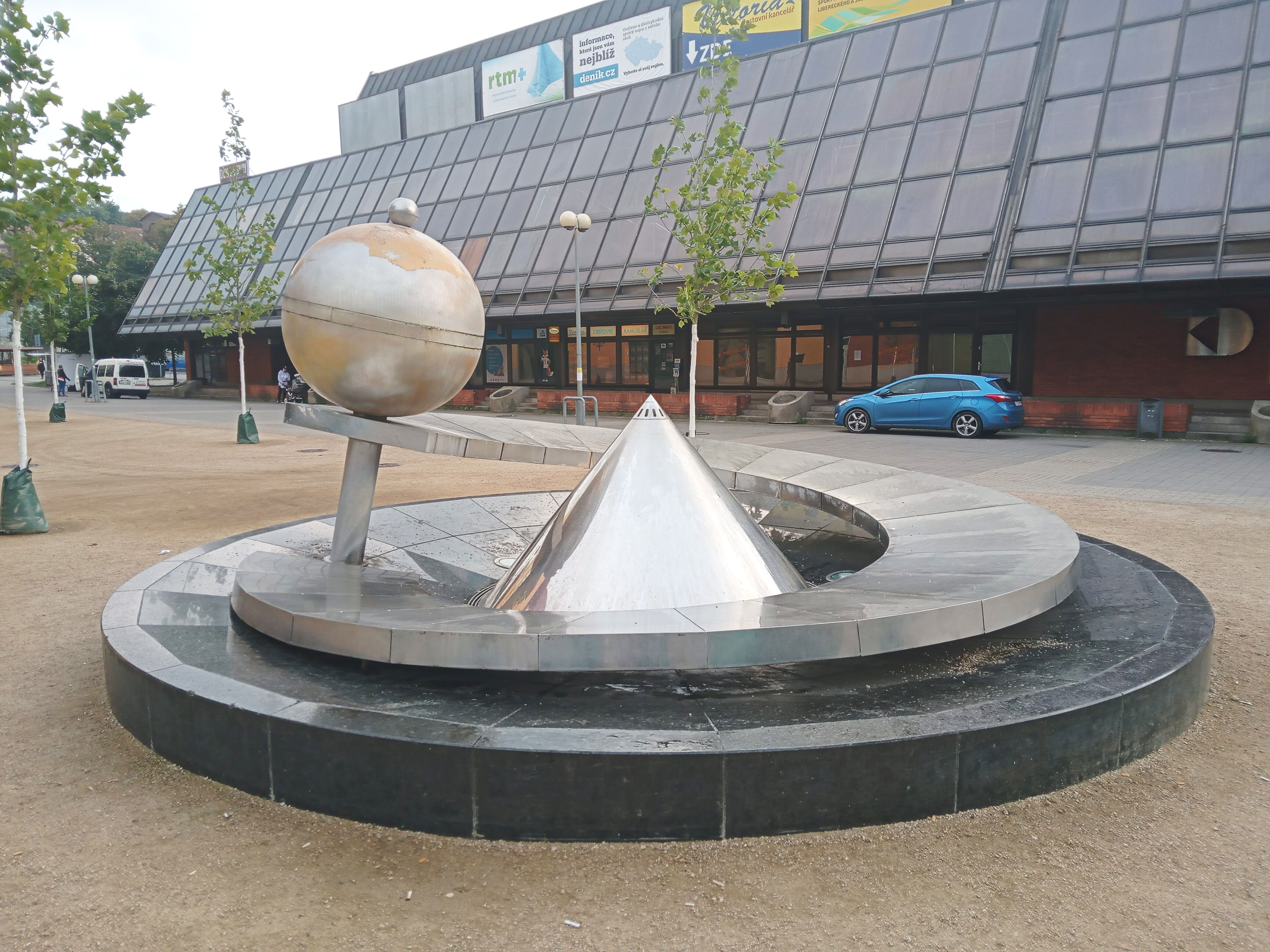
Fontána před domem kultury

Dům kultury Liberec, dříve Dům kultury ROH, se nachází v uvedeném městě na adrese Soukenné náměstí 3. Je obklopen parkem, z jižní strany řekou Lužickou Nisou a ze strany západní ulicí Jánskou. Je přístupný z tramvajové zastávky Rybníček.

## Popis budovy
Samostatně stojící objekt je nápadný hlavně prosklenými zkosenými střechami, které byly zvoleny pro zlepšení osvětlení jednotlivých vnitřních prostor objektu. Kvůli tomuto tvaru bývá místními také přezdíván jako rakev. Objekt má na délku 70 metrů a na šířku (ze severní k jižní straně 55 metrů).
Uvnitř objektu se nachází velký sál, který je obklopen řadou chodeb a menších místností (administrativní). Sál je variabilní a může být využíván pro různé koncerty, je upravován např. pro potřeby pořádání plesů a jiných akcí.
V duchu tehdejší brutalistní a technicistní architektury bylo řešení interiéru zvoleno v teplých sytých barvách (červená, žlutá apod.). Obklady byly uskutečněny z režných cihel. Užity byly rovněž i lineární nosiče. Pro interiéry objektu byla vytvořena i řada uměleckých děl. Před budovou se nachází modernistická fontána.

## Historie
Vznik kulturního domu v této lokalitě byl předvídán již v 50. letech 20. století v souvislosti s přestavbou centra města. Nakonec vznikla myšlenka vybudování servisního centra, které by zahrnovalo obchodní dům (obchodní dům Ještěd) a dům kulturní. Realizován však byl jen první uvedený. Až v roce 1976 byl Stavoprojekt Liberec pověřen vypracováním návrhu budovy, která měla nové servisní centrum z jižní strany jasně ohraničit.
Původní velkolepý projekt měl být budován ve čtyřech fázích a byl výsledkem spolupráce několika architektů; Pavla Vaněčka a Pavla Švancera. Nakonec ale byl projekt značně zmenšen; postavila se ve výsledku jen jeho menší část a celý připravil Pavel Vaněček. Nerealizované části by přiléhaly ze severozápadní a jihovýchodní strany. Měly zahrnovat multikino s třemi kinosály a také administrativně-obchodní část. Uvedené části měly výškově přesahovat realizovanou část centrální a měly mít více technicistně zdůrazněné prvky, např. přiznané příhradové konstrukce apod.
Návrh objektu se snažil být uměřenější než v případě sousedního obchodního centra, zahrnovat méně extravagantních prvků a nápadných částí. Objekt byl dokončen v roce 1985.
Během provozu budovy se jako velká výzva ukázala otázka chlazení budovy v létě, neboť právě prosklená střecha způsobuje vysoké zahřívání objektu.
Stárnutí budovy se projevilo v první dekádě 21. století, kdy bylo nezbytné vyměnit skla v jednotlivých částech střechy. V téže době prošlo rekonstrukcí sociální zázemí budovy a diskutována byla také nová posilovna.
V roce 2015 byl při příležitosti 30 let od vzniku kulturního domu vytvořen uvnitř objektu malý sál.